# Detroit Bright's Goodyears
Detroit Bright's Goodyears byl profesionální americký klub ledního hokeje, který sídlil v Detroitu ve státě Michigan. V letech 1945–1949 působil v profesionální soutěži International Hockey League. Klub byl jedním ze čtyř zakládajících členů IHL. Bright's Goodyears ve své poslední sezóně v IHL skončil ve čtvrtfinále play-off. Své domácí zápasy odehrával v hale Detroit Olympia s kapacitou 15 000 diváků.

## Přehled ligové účasti
Zdroj: 
- 1945–1948: International Hockey League
- 1948–1949: International Hockey League (Severní divize)